# Fuscoporia
Fuscoporia  Murill (rdzawoporka) – rodzaj grzybów z rodziny szczeciniakowatych (Hymenochaetaceae). 

## Systematyka i nazewnictwo
Pozycja w klasyfikacji według Index Fungorum: Hymenochaetaceae, Hymenochaetales, Incertae sedis, Agaricomycetes, Agaricomycotina, Basidiomycota, Fungi.
Rodzaj ten powstał przez wydzielenie części gatunków z rodzaju Phellinus (czyreń) i nie miał polskiej nazwy. W polskim piśmiennictwie mykologicznym należące do niego gatunki opisywane były jako czyreń. W 2021 r. Komisja ds. Polskiego Nazewnictwa Grzybów zarekomendowała dla niego nazwę rdzawoporka.

## Gatunki
- Fuscoporia altocedronensis (Murrill) Bondartseva & S. Herrera 1992
- Fuscoporia bifurcata Baltazar, Trierv.-Per., Log.-Leite & Ryvarden 2009
- Fuscoporia callimorpha (Lév.) Groposo, Log.-Leite & Góes-Neto 2007
- Fuscoporia contigua (Pers.) G. Cunn. 1948  – rdzawoporka gąbczasta
- Fuscoporia discipes (Berk.) Y.C. Dai & Ghob.-Nejh. 2007
- Fuscoporia ferrea (Pers.) G. Cunn. 1948  – rdzawoporka żelazista
- Fuscoporia ferruginosa (Schrad.) Murrill 1907  – rdzawoporka drobnopora
- Fuscoporia flavomarginata (Murrill) Groposo, Log.-Leite & Góes-Neto 2007
- Fuscoporia formosana (T.T. Chang & W.N. Chou) T. Wagner & M. Fisch. 2002
- Fuscoporia palomari Vlasák & Ryvarden 2012
- Fuscoporia rhabarbarina (Berk.) Groposo, Log.-Leite & Góes-Neto 2007
- Fuscoporia senex (Nees & Mont.) Ghob.-Nejh. 2007
- Fuscoporia setifera (T. Hatt.) Y.C. Dai 2010
- Fuscoporia tenerrima (Berk. & Ravenel) Murrill 1921[4]
- Fuscoporia torulosa (Pers.) T. Wagner & M. Fisch. 2001  – rdzawoporka kosmata
- Fuscoporia uncinata (Weir) G. Cunn. 1948[4]
- Fuscoporia undulata (Murrill) Bondartseva & S. Herrera 1992
- Fuscoporia wahlbergii (Fr.) T. Wagner & M. Fisch. 2001
- Fuscoporia yunnanensis Y.C. Dai 2010

Nazwy naukowe na podstawie Index Fungorum. Nazwy polskie według Władysława Wojewody.